# Mareanivka, Novomoskovsk
Mareanivka (în ucraineană Мар`янівка) este localitatea de reședință a comunei Mareanivka din raionul Novomoskovsk, regiunea Dnipropetrovsk, Ucraina.

## Demografie
Componența lingvistică a localității Mareanivka
     Ucraineană (88,84%)
     Rusă (9,63%)
     Alte limbi (0,33%)
Conform recensământului din 2001, majoritatea populației localității Mareanivka era vorbitoare de ucraineană (88,84%), existând în minoritate și vorbitori de rusă (9,63%).